# Amphoe Phrom Khiri
Amphoe Phrom Khiri (thailändisch อำเภอ พรหมคีรี) ist ein Landkreis (Amphoe – Verwaltungs-Distrikt) in der Provinz Nakhon Si Thammarat. Die Provinz Nakhon Si Thammarat liegt im Osten der Südregion von Thailand.

## Geographie
Die Provinz Nakhon Si Thammarat liegt etwa 780 Kilometer südlich von Bangkok an der Ostküste der Malaiischen Halbinsel zum Golf von Thailand.
Benachbarte Bezirke (von Norden im Uhrzeigersinn): die Amphoe Nopphitam, Tha Sala, Mueang Nakhon Si Thammarat, Lan Saka und Phipun. Alle Amphoe liegen in der Provinz Nakhon Si Thammarat.

## Geschichte
Phrom Khiri wurde am 26. August 1974 zunächst als Unterbezirk (King Amphoe) eingerichtet, als die drei Tambon Phrom Lok, Ban Ko und In Khiri vom Amphoe Mueang Nakhon Si Thammarat abgetrennt wurden.
Am 13. Juli 1981 wurde Phrom Khiri zum Amphoe heraufgestuft.

## Verwaltung

### Provinzverwaltung
Amphoe Phrom Khiri ist in fünf Gemeinden (Tambon) eingeteilt, welche wiederum in 39 Dörfer (Muban) unterteilt sind.
| \| Nr. \| Name \| Thai \| Muban \| Einw.[3] \| \| --- \| ---------- \| ------- \| ----- \| -------- \| \| 1. \| Phrommalok \| พรหมโลก \| 8 \| 08.988 \| \| 2. \| Ban Ko \| บ้านเกาะ \| 7 \| 05.058 \| \| 3. \| In Khiri \| อินคีรี \| 7 \| 05.764 \| \| 4. \| Thon Hong \| ทอนหงส์ \| 9 \| 11.556 \| \| 5. \| Na Riang \| นาเรียง \| 8 \| 05.540 \| |            |         |       |        |
| Nr. | Name       | Thai    | Muban | Einw.  |
| 1. | Phrommalok | พรหมโลก | 8     | 08.988 |
| 2. | Ban Ko     | บ้านเกาะ | 7     | 05.058 |
| 3. | In Khiri   | อินคีรี    | 7     | 05.764 |
| 4. | Thon Hong  | ทอนหงส์  | 9     | 11.556 |
| 5. | Na Riang   | นาเรียง  | 8     | 05.540 |

### Lokalverwaltung
Es gibt zwei Kleinstädte (Thesaban Tambon) im Landkreis:
- Thon Hong (เทศบาลตำบลทอนหงส์) besteht aus Teilen des Tambon Thon Hong,
- Phrommalok (เทศบาลตำบลพรหมโลก) besteht aus Teilen der Tambon Phrommalok und Ban Ko,
- Phrom Khiri (เทศบาลตำบลพรหมคีรี) besteht aus weiteren Teilen des Tambon Phrommalok.

Außerdem gibt es vier „Tambon-Verwaltungsorganisationen“ (TAO, องค์การบริหารส่วนตำบล) für die Tambon oder die Teile von Tambon im Landkreis, die zu keiner Stadt gehören.